# Glypta lenis
Glypta lenis là một loài tò vò trong họ Ichneumonidae.